# Пам'ятна прогулянка
«Па́м'ятна прогу́лянка» (англ. A Walk To Remember) — це фільм 2002 року про події середини 90-х у Б'юфорті, штат Північна Кароліна, США, що оснований на однойменній новелі Ніколаса Спаркса.

## Сюжет
Це романтична і зворушлива історія про хлопця на ім'я Лендон Картер (Шейн Вест) — найпопулярнішого старшокласника в школі — і Джеймі Салліван (Менді Мур), звичайну й непоказну дівчину, дочку місцевого священика. Після чергової провини Лендона змушують брати участь у постановці шкільної п'єси. Щоб зіграти свою роль, хлопець просить допомоги Джеймі, до якої всі у школі ставляться вельми холодно. Але Джеймі погоджується допомогти Лендону за умови, що той в неї не закохається. Лендон з легкістю погоджується, але через деякий час, непомітно для самого себе, він закохується в Джеймі. Після довгих вагань він відкривається дівчині у своїх почуттях, але Джеймі розповідає йому свою таємницю — вона хвора на лейкемію.

## У ролях
| Роль           | Актор          |
| -------------- | -------------- |
| Лендон Картер  | Шейн Вест      |
| Джеймі Саліван | Менді Мур      |
| Синтія Картер  | Деріл Ханна    |
| Белінда        | Лоурен Джерман |
| доктор Картер  | Девід Лі Сміт  |

## Нагороди
| Рік  | Церемонія          | Категорія                             | Результат                       |
| ---- | ------------------ | ------------------------------------- | ------------------------------- |
| 2002 | MTV Movie Awards   | Прорив року                           | Перемога (Менді Мур)            |
| 2002 | Teen Choice Awards | Choice Breakout Performance — Actress | Перемога (Менді Мур)            |
| 2002 | Teen Choice Awards | Choice Chemistry                      | Перемога (Менді Мур /Шейн Вест) |
| 2002 | MYX Music Awards   | Пісня року Менді Мур «Cry»            | Перемога                        |

## Цікаві факти
1. Прообразом Джеймі була молодша сестра Ніколаса Спаркса — Даніель Спаркс Льюїс, якій і книга, і фільм присвячені;
2. Лендон — ім'я третього сина Ніколаса Спаркса;
3. У фільмі Джеймі віддає Лендону книгу своєї матері зі словами: «Не хвилюйся, це не Біблія». У романі Ніколаса Спаркса Джеймі віддає йому саме Біблію, в тексті якої підкреслені її улюблені уривки;
4. У первинному варіанті сценарію в передостанній сцені фільму Лендон приїжджає до батька Джеймі, будучи вже 33-річним доктором, і повертає батькові Джеймі обручку, кажучи, що збирається одружитися знову;
5. Картина була відзнята всього за 39 днів, незважаючи на те, що весь цей час Менді Мур могла зніматися лише по 10 годин на добу (у 2001 році актриса ще не досягла повноліття);
6. На роль Джеймі Салліван також пробувалася актриса Джессіка Сімпсон;
7. Режисер фільму Адам Шенкман з'являється в кадрі — як санітар, що везе коляску Джеймі в лікарні;
8. Шейну Весту настільки сподобалася машина, задіяна в процесі зйомок, що після завершення роботи він вирішив витратити 5 тисяч доларів на її придбання.